# Vuelo 434 de Philippine Airlines
El Vuelo 434 de Líneas Aéreas Filipinas (PAL434, PR434) fue un vuelo que partió desde el Aeropuerto Internacional Ninoy Aquino, Manila, Filipinas, con destino al Aeropuerto Internacional de Narita, Tokio, Japón, con una parada en el Aeropuerto Internacional Mactán-Cebú, Cebú, Filipinas.
El 11 de diciembre de 1994, el Boeing 747-283B (número de cola EI-BWF) estaba volando en el segundo tramo de la ruta, de Cebú a Tokio, cuando una bomba colocada por un terrorista explotó, matando a un pasajero, en lo que fue ideado como la primera parte de una serie de fallidos ataques terroristas de Al Qaeda, un plan denominado Operación Bojinka. El experimentado capitán Eduardo "Ed" Reyes logró aterrizar a salvo el avión, con todos los demás pasajeros y la tripulación ilesos. La tripulación de vuelo también estaba integrada por el primer oficial Jaime Herrera e ingeniero en sistemas Dexter Comendador.
Posteriormente las autoridades descubrieron que el autor del atentado fue un pasajero del primer tramo del vuelo, Ramzi Yousef, condenado más tarde por el ataque terrorista de 1993 contra el World Trade Center. Yousef abordó el vuelo bajo el nombre falso "Armaldo Forlani", una transcripción incorrecta del nombre del político italiano Arnaldo Forlani.

## El atentado

### Ajuste de la bomba

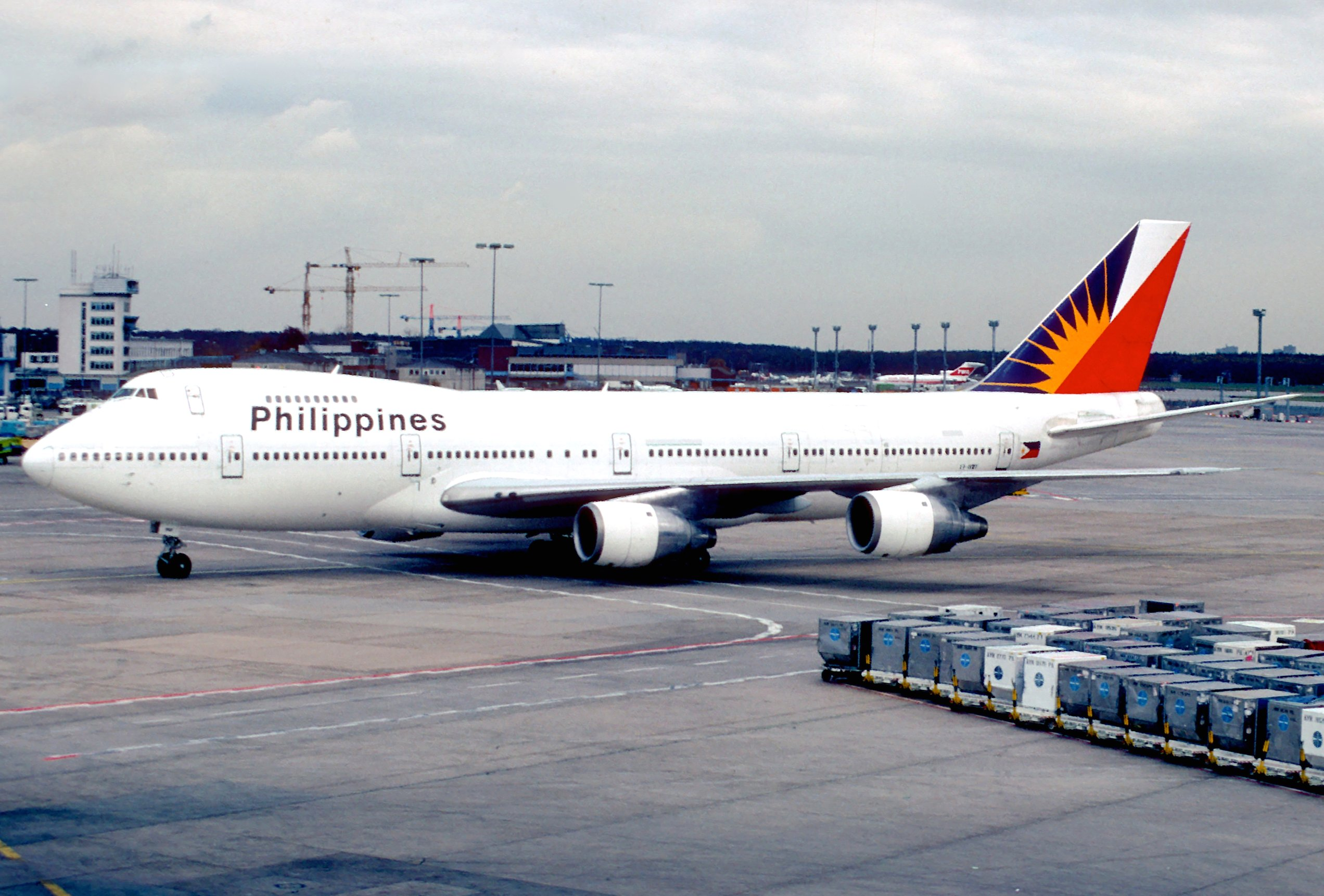
EI-BWF, la aeronave involucrada, en diciembre de 1988.

Yousef entró en el lavabo con su kit de aseo y se quitó los zapatos para sacar las baterías, el cableado y la fuente de chispa escondida en el talón (por debajo de un nivel en el que los detectores de metales en ese tiempo no podían detectar nada). Yousef se quitó un reloj digital Casio alterado que sería utilizado como un contador de tiempo, sin retirar los materiales restantes de su kit de aseo, y ensambló la bomba. Ajustó el temporizador para cuatro horas más tarde, aproximadamente el momento en que el avión estaría adentrado en el océano en ruta a Tokio, puso la bomba completa en su kit de aseo y regresó a su asiento.
La bomba estaba escondida en el bolsillo del chaleco salvavidas debajo de su asiento (el número de 26K), donde estaría fuera de la vista del personal de tierra de limpieza del avión en Cebú, y se cambió a otro asiento. El asiento 26K en el modelo 747 se encuentra directamente sobre el tanque de combustible central, donde una ruptura causada por una bomba haría que el avión colapsara, incluso si la explosión no causara daño suficiente como para estrellar el avión. La azafata María De la Cruz dio cuenta de que Yousef se cambió de asientos durante el curso de Manila a Cebú, pero descendió del avión con el resto de la tripulación del vuelo de cabotaje y no transmitió la información al equipo de vuelos internacionales que abordó en Cebú para el viaje a Tokio.
Yousef y 25 otros pasajeros bajaron del avión en Cebú, donde otros 256 pasajeros y una nueva tripulación de cabina abordaron para el tramo final del vuelo a Japón.

### Explosión
Después de una demora de 38 minutos el vuelo despegó con un total de 273 pasajeros a bordo. Haruki Ikegami (池上春樹), un fabricante de máquinas de coser industriales de 24 años que volvía de un viaje de negocios, ocupó el asiento 26K. Cuatro horas después de que Yousef plantara su bomba, el dispositivo explotó matando a Ikegami e hiriendo a 10 pasajeros en asientos adyacentes. La explosión produjo un agujero en el suelo y la explosión cortó varios cables de control en el techo, incluyendo los que controlaban el alerón derecho del avión. Este 747, anteriormente operado por SAS Scandinavian Airlines, tenía una configuración de asientos diferentes y el asiento 26K estaba dos filas por delante del tanque de combustible, lo que salvó la integridad del avión. La bomba arrancó una porción de 0,2 m² (dos pies cuadrados) de la planta de la cabina, pero el fuselaje del avión permaneció intacto. Además, la demora de 38 minutos en el despegue de Cebú significó que el avión no se encontrara tan lejos de la costa, lo que contribuyó al aterrizaje de emergencia.

### Aterrizaje
Inmediatamente después de la explosión el avión viró a la derecha, pero el piloto automático rápidamente corrigió el error. Reyes pidió Dexter Comendador que revisara el lugar de la explosión para comprobar daños. Reyes realizó la solicitud de Mayday para aterrizar en el Aeropuerto de Naha, en la Isla de Okinawa. Los controladores de tráfico japoneses tuvieron dificultades para comprender la solicitud de Reyes, por lo que un controlador estadounidense desde una base militar de Estados Unidos en Okinawa se hizo cargo del aterrizaje de Reyes. El piloto automático había dejado de responder a los comandos de Reyes y el avión voló sobre Okinawa.
Reyes dijo en una entrevista para la serie de televisión canadiense "Mayday: Catástrofes Aéreas" que temió que, cuando desconectara el piloto automático, el avión girara hacia la derecha nuevamente y la tripulación perdiera el control de la aeronave. Sin embargo, debido a la urgencia por aterrizar para atender a los heridos e inspeccionar el avión por cualquier daño adicional, Reyes ordenó a Herrera que tomara el control y desactivó el piloto automático. El avión no respondió después de apagar el piloto automático, así como tampoco podría responder a la órdenes de los controladores debido a los daños en el cableado causados por la bomba. La tripulación luchó por utilizar los alerones que podrían permitir girar a la aeronave pero no pudieron cambiar la dirección del avión. Finalmente la tripulación de vuelo desacopló la palanca automática y recurrió a controlar la dirección a través del control del acelerador, tal como ocurrió con el vuelo 232 de United Airlines.
Utilizando la palanca para dirigir el avión, reducir la velocidad de aire para controlar el radio de giro y permitir que el avión descienda, y derramando combustible para reducir la tensión en el tren de aterrizaje, el capitán aterrizó el Boeing 747-27 en el aeropuerto de Naha en 12:45, una hora después de que explotara la bomba. Los otros 272 pasajeros y los 20 tripulantes del avión sobrevivieron.

## La Bomba
Fiscales de Estados Unidos dijeron que el dispositivo era una microbomba "Mark II" construida con relojes digitales Casio, como se describe en la fase I de la Operación Bojinka, para la cual este ataque era una prueba. En el vuelo 434, Yousef utilizó una décima parte de la fuerza explosiva que planeaba emplear en doce aviones de Estados Unidos en enero de 1995.
Los componentes de la bomba fueron diseñados para pasar a través de los controles de seguridad del aeropuerto sin ser detectados. El explosivo utilizado fue nitroglicerina líquida, que fue camuflada como una botella de líquido para lentes de contacto. Otros elementos utilizados fueron glicerina, nitratos, ácido sulfúrico y diminutas concentraciones de nitrobenceno, azida de plata y acetona líquida. Los cables que usó fueron escondidos en el taco del zapato, por debajo del rango detectable de los detectores de metales utilizados por los aeropuertos en aquel entonces.

## Consecuencias
La policía de Manila fue capaz de realizar un seguimiento de las baterías utilizadas en la bomba y muchos de los elementos utilizados desde Okinawa hasta Manila. La policía descubrió el plan de Yousef entre la noche del 6 de enero y la madrugada del 7 de enero de 1995, y el terrorista fue detenido un mes más tarde en Pakistán.
La aeronave, en aquel momento con el número de cola EI-BWF, fue más tarde convertida en una configuración Boeing 747-2XBF para cargas. Cambió de manos en numerosas ocasiones, siempre para ser utilizada por compañías de carga, y finalmente fue dejada en un depósito en 2007.

## El Vuelo 434 en la actualidad
Hasta 2012 la denominación "Vuelo 434" continuaba en uso, pero ya no para vuelos originados en Manila sino para la ruta Cebu-Tokio operada con Airbus 330-300.
La PAL todavía opera una ruta Manila-Tokio como "Vuelo 431" y habitualmente utiliza aeronaves Boeing 777.

## Filmografía
Más allá de las noticias sobre el accidente emitidas en distintos noticieros, el canal Discovery Channel (Canadá) emitió la serie de documentales Mayday: catástrofes aéreas, que incluyó un capítulo centrado en el vuelo 434 de la PAL llamado "Bomba a bordo". El actor canadiense-filipino Von Flores representó el papel del capitán Reyes.  Y luego el accidente fue presentado en la subserie Mayday: Informe Especial, titulado «Luchar hasta el final».